# L'ultima avventura (film 1932)
L'ultima avventura è un film del 1932 diretto da Mario Camerini.

## Trama
Un anziano  nobile e scapolo si innamora di una ragazza e la porta con sé in vacanza a Rapallo. La ragazza però viene corteggiata anche da un secondo spasimante, molto più giovane. Così, quando il giovane si dichiara, lei lascia il vecchio nobile, che aveva esitato a dichiararsi, lasciandosi sfuggire "l'ultima avventura".

## Accoglienza

### Critica
« Il personaggio di Falconi è sempre quello. Perciò nessuna meraviglia che anche questa volta l'attore sia lepido, gioviale, simpaticone. Quando c'è lui sullo schermo è partita vinta. La Jacobini ha recitato con sincerità e con molto charme. Tutto sommato anche questo film è abbastanza divertente e ben realizzato. Il secondo tempo è certo preferibile al primo che va avanti con inutili espedienti e con riminescenze di teatro...» Enrico Roma in Cinema Illustrazione del 16 marzo 1932.